# ان (ا-دو-فرانس)
اِن (به فرانسوی: Aisne) دومین شهرستان فرانسه است. این شهرستان در شمال این کشور قرار دارد و زیرمجموعه ناحیه پیکاردی می‌باشد . مساحت این شهرستان ۷٬۳۶۹ کیلومتر مربع و جمعیت آن ۵۳۵٬۴۸۹ نفر است. این شهرستان در سال ۱۷۹۰ بر پا گردید.

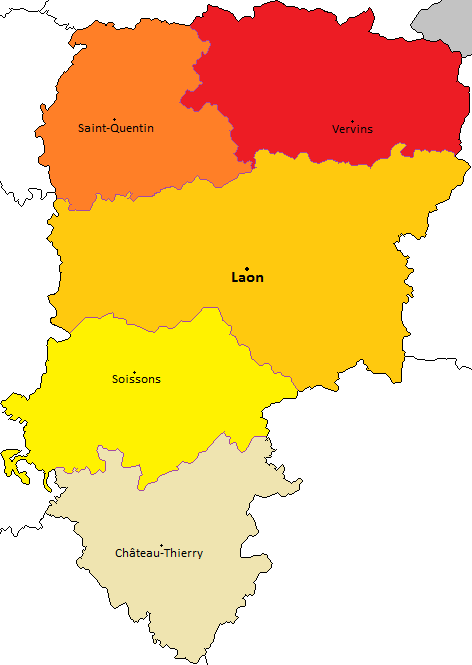